# Concierto por la paz en Centroamérica
II Festival de la Nueva Canción Latinoamericana más conocido como Concierto por la paz en Centroamérica fue un evento musical realizado del 18 al 24 de abril de 1983 en la Plaza de la Revolución de la ciudad de Managua, capital de Nicaragua que reunió a las voces más representativas de la canción de protesta y Nueva canción latinoamericana en un recital convocado en apoyo al pueblo nicaragüense que hacia frente a la agresión militar de los Estados Unidos que financiaba a los Contras. 
En esos años Centroamérica sufría de cruentas guerras civiles en Nicaragua, El Salvador y Guatemala. 
Como producto final del concierto se editó un video musical y un casete bajo el título "Abril en Managua". 